# ViVid Strike!
《ViVid Strike!》（日语：ヴィヴィッド ストライク）是都築真紀製作的魔法少女奈葉系列完全原创作品，沿用魔法少女奈葉ViVid的部分角色与制作班底，故事时间设定在ViVid时间线一年后。
电视动画於2016年10月開始播出。

## 故事
風香與凜音從小在孤兒院一起長大，既是青梅竹馬又有如同姐妹一的關係，即使生活貧困依然嚮往光明的未來。长大後，風香先離開孤兒院，一個人租屋、努力打工過生活──這是她們的第一次離別。
風香在外謀生，性格變得比較陽剛，但她的心中仍然惦記著嬌小的凜音，並希望未來有一天能夠與凜音重逢。可惜事與願違，造訪了風香與凜音的「二次離別」，改變了兩人的命運。

## 登場人物

### 主要角色
風香·雷文頓（聲：水瀨祈）
孤兒院出身的少女，小時候經常保護凜音，之後在離開孤兒院後，靠住宿傭工的工作勉強餬口。在一次與凜音的交談之後，因意見不合而與凜音起爭執，最後被凜音所擊敗並產生矛盾。之後在一次街頭械鬥後被艾茵哈特所救，並被勸誘進中島健身房擔任培訓員，並成為艾茵哈特的徒弟。在一次高橋健身房受凜音邀請前往觀戰後，決意要在3個月後的大賽上將凜音擊敗。
凜音·貝利內塔（聲：小倉唯）
在孤兒院長大的少女，和風香是兒時的好友，小時候是個非常害羞的小孩。長大之後因祖父羅伊而被富商夫婦收養，在這之後進入學校，卻因為天才級的運動神經而被學校中的同儕所霸凌，之後因同儕的霸凌而未趕上見祖父最後一面，在對同儕的報復行動過後被現在的教練所救，因而開始鍛鍊自己。在一次大賽結束後，因不甚的發言而使風香感到反感，最終產生口角。目前為DSAA・U15世界排名第1位的選手。

### 中島健身館
高町薇薇歐（聲：水橋香織）
DSAA・U15格鬥競技選手，過去在與凜音的一次比賽中，因判定而成為目前唯一戰勝過凜音的選手。在一次高橋健身房受凜音邀請前往觀戰後，接受凜音的邀請要在世界大賽上與凜音一戰。目前為世界排名第7位的選手。
艾茵哈特·斯崔特斯（聲：能登麻美子）
古武術「霸王流」的傳承者，也是風香的師父。在一次中島健身房受凜音邀請前往觀戰後，接受凜音的邀請要在世界大賽上與凜音一戰。DSAA的U15格鬥競技選手，前DSAA・U15冠軍。
尤米娜·安克萊烏（聲：上坂堇）
莉奧·維斯利（聲：喜多村英梨）
珂羅娜·緹米爾（聲：福圓美里）
諾威·中島（聲：齋藤千和）
中島健身館的會長
缪拉·芮那尔蒂（聲：伊藤加奈惠）
DSAA的U15格鬥競技選手，世界排名第5位的選手

### 其他人物
吉爾·斯托拉（聲：佐倉綾音）
香缇·阿匹尼奥（聲：阿澄佳奈）
伊克斯·威莉亚（聲：川澄绫子）
齐格琳德·耶利米（聲：中津真莉）
维多利亚·达尔格林（聲：遠藤綾）
DSAA的U19綜合魔法格鬥競技選手會長，世界排名第3位的選手, 是前綫健身館的成員。
哈利·翠贝卡（聲：內山夕實）
艾尔斯·塔斯明（聲：新井里美）
西比亚·克罗杰古（聲：濑户麻沙美）
米嘉亚・舍韦勒（聲：浅川悠）
萨依（聲：水橋香織）
露缇希雅·阿尔菲诺（聲：桑谷夏子）

## 製作團隊
- 原作、腳本：都築真紀
- 監督：西村純二
- 角色原案：藤真拓哉
- 人物設計：伊藤真理子
- 輔助設計：新垣一成
- 法器設計：大塚亨
- 道具設計：岡戶智凱
- 總作畫監督：橋本貴吉、新垣一成
- 作畫監督：飯野誠
- 主要動畫：中西和也
- 美術設定：泉寬、益田賢治
- 美術監督：Scott MacDonald
- 色彩設計：菅原美佳
- 攝影監督：北岡正
- 編輯：關一彦
- 音響製作：Glovision Inc.
- 音樂：吉川洋一郎
- 動畫製作：Seven Arcs Pictures
- 製作：ViVid Strike PROJECT（King Records、Seven Arcs、Sony Music Communications（日语：ソニー・ミュージックコミュニケーションズ）、KlockWorx（日语：クロックワークス））

### 主題曲
片頭曲 「Future Strike」
作詞：服部祐希 / 作曲：俊龍 / 编曲：小高光太郎 / 主唱：小倉唯
片尾曲 「Starry Wish」
作詞：nozomi / 作曲：KOUGA、nozomi / 编曲：KOUGA / 主唱：水瀨祈

### 各話列表
| 話數            | 日文標題 | 中文標題       | 分鏡         | 演出     | 作畫監督 | 總作畫監督      |
| --------------- | -------- | -------------- | ------------ | -------- | --- | --------------- |
| #01             |          | 風香·雷文頓    | 西村純二     | 菱川直樹 | 柴田志郎、中西和也 | 橋本貴吉        |
| #02             |          | 中島道館       | 飯野誠       | 皆春羊二 | 宮地聰子、岡田豐廣 金子俊太朗                                                                                                   | 新垣一成        |
| #03             |          | 挑戰           | 西森章       | 秋山宏   | 河本美代子、服部憲知 | 橋本貴吉        |
| #04             |          | 凜音·貝利內塔  | 西村純二     | 吉田俊司 | 平田賢一、飯嶋友里惠 柴田志朗                                                                                                   | 新垣一成        |
| #05             |          | 颶風           | 松井仁之     | 淺見松雄 | 輿石明、佐野陽子 福島豐明 | 橋本貴吉        |
| #06             |          | 冬季盃         | 西村純二     | 稻村綾隆 | 小畑賢、桐谷真咲 服部益美、小林優子                                                                                             | 坂田理 新垣一成 |
| #07             |          | 高町薇薇歐     | 太田雅三     | 佐藤和磨 | 北川和樹、中川淳 久保山陽子、石田啟一 服部憲治、武藤信宏 長澤翔子、津熊健德 吉岡往宏、瀧川和男 島崎望                           | 橋本貴吉        |
| #08             |          | 勝者與敗者     | 飯野誠       | 吉田俊司 | 宮地聰子、大塚亨 大西秀明、中西和也 服部憲知、坂田理 飯塚葉子、保村成 河本美代子、石井百合子 土屋祐太、飯野誠                   | 新垣一成        |
| #09             |          | 再會           | 菱川直樹     | 菱川直樹 | 飯嶋友里惠、平田賢一 宇部木勇棚澤隆（道具）                                                                                     | 橋本貴吉        |
| #10             |          | 雨             | 西村純二     |          | 飯嶋友里惠、平田賢一 河本美代子、土屋雄太 、森本由布希 飯塚葉子、木下由美子 鞠野黃英、宇津木勇 坂田理、金子俊太朗棚澤隆（道具） | 新垣一成        |
| #11             |          | 全力一擊       | 西村純二     | 高林久彌 | 福部益美、金子俊太朗 福部賢知、宮下雄次棚澤隆（道具）                                                                           | 橋本貴吉        |
| #12             |          | 在緊牽著的手中 | 佐藤清光     | 佐藤清光 | 平田賢一、飯嶋友里惠 柴田志朗、寺尾賢治 土屋祐太、小菅和久 河本美代子、坂田理棚澤隆（道具）                                     | 新垣一成        |
| OVA（映像特典） |          |                |              |          | |                 |
| #05.5           |          | 綜合魔法戰競技 | のりみそのみ | 新子太一 | 池田広明大塚あきら（虛構生物）                                                                                                  | 橋本貴吉        |
| #05.75          |          | 守護的目光     | 西村純二     | 高林久彌 | 平田賢一、飯嶋友里恵 河本美代子、金子俊太朗 服部憲知、宮下雄次 坂田理棚澤隆（道具）                                             | 新垣一成        |
| #13             |          | 夏日休假       | 西村純二     | 太田雅三 | 飯嶋友里恵、平田賢一 河本美代子、木下由美子 寺尾憲治                                                                            | 橋本貴吉        |

### 播放電視台
獨立UHF局／其他電視台的播放時間：
 日本深夜動畫：下文記載的日本国内播放時間使用日本標準時間（UTC+9）表示。因為部分時間标识會採用30小时制，因此請留意这类超过24:00的时间，其實際播放時間為翌日清晨。
| 播放地區   | 播放電視台 | 播放日期                | 播放時間                  | 所屬聯播網 | 備註                  |
| ---------- | ---------- | ----------------------- | ------------------------- | ---------- | --------------------- |
| 東京都     | TOKYO MX   | 2016年10月1日－12月16日 | 星期六 12時30分－01時00分 | 獨立UHF局  | －                    |
| 栃木縣     | 栃木電視台 | 2016年10月1日－12月16日 | 星期六 12時30分－01時00分 | 獨立UHF局  | －                    |
| 群馬電視台 | 群馬縣     | 2016年10月1日－12月16日 | 星期六 12時30分－01時00分 | 獨立UHF局  | －                    |
| BS11       | 日本全國   | 2016年10月1日－12月16日 | 星期六 12時30分－01時00分 | 衛星電視   | 『ANIME+』時段        |
| MBS        | 近畿廣域圈 | 2016年10月1日－12月16日 | 星期六 02時28分－02時58分 | TBS電視網  | 『Anime Shower』第2部 |
| AT-X       | 日本全國   | 2016年10月5日－12月20日 | 星期三 12時30分－01時00分 | 衛星電視   | 有重播                |

### BD／DVD
| 卷數 | 發行日期       | 收錄話數                    | 規格編號   | 規格編號   |
| 卷數 | 發行日期       | 收錄話數                    | BD         | DVD        |
| ---- | -------------- | --------------------------- | ---------- | ---------- |
| 1    | 2016年12月21日 | 第1話－第3話                | KIZX-261/2 | KIZB-248/9 |
| 2    | 2017年1月25日  | 第4話－第6話 + OVA 第5.5話  | KIXA-688   | KIBA-2290  |
| 3    | 2017年2月22日  | 第7話－第9話 + OVA 第5.75話 | KIXA-689   | KIBA-2291  |
| 4    | 2017年3月29日  | 第10話－第12話 + OVA 第13話 | KIXA-690   | KIBA-2292  |

## 討論與爭議
由於第四話凛音暴打霸凌者的展開遠遠超出觀眾想像，美少女動畫出現血淋淋的暴力描寫讓這集一播畢立刻成為網路熱門話題。霸凌者害凜音無法見到祖父最後一面的確是無法原諒的行為，見證霸凌者遭受報應也確實大快人心，但同時也有觀眾認為最後一段的制裁太過火，還有人說看完都嚇呆了，更有人就事件引起的法律問題表示，如果凜音無法提出自己被霸凌的證據，恐怕會留下不良紀錄。

## 外部連結
- 《ViVid Strike!》官方首頁 （页面存档备份，存于）（日語）